# Wójtowa Wieś (Opole)
Wójtowa Wieś (niem. Vogtsdorf) – część Opola, 1293 mieszkańców. Wchodzi w skład dzielnicy Szczepanowice-Wójtowa Wieś. 30 października 1975 wyłączona z gminy Prószków i włączona do Opola.

## Nazwa
W alfabetycznym spisie miejscowości na terenie Śląska wydanym w 1830 roku we Wrocławiu przez Johanna Knie wieś występuje pod obecnie stosowaną, polską nazwą Woitowa wieś oraz niemiecką - Vogtsdorf.

## Historia
Miejscowość lokowana przed 1308 rokiem, w 1471 roku w dokumentach pisanych wspomniana jako Vogtsdorf, w 1636 jako Woytowawies. Nazwa pochodzi od pierwszego właściciela miejscowości. W latach 1945–1954 siedziba gminy Wójtowa Wieś. Gdy w 1975 roku przyłączono miejscowość do Opola, skrócono jej nazwę do Wójtowa, jednak w miejskim głosowaniu w 2004 roku przywrócono pierwotną formę. 10 lipca 1997 roku miejscowość została zalana przez Odrę.
Obecnie osadnictwo jednorodzinne, przystanek PKS, pętla autobusowa MZK (linia nr 15), Wydział Wychowania Fizycznego i Fizjoterapii oraz jeden z instytutów Wydziału Elektrotechniki, Automatyki i Informatyki Politechniki Opolskiej (przy ul. Prószkowskiej), Publiczne Przedszkole nr 36 i Szkoła Podstawowa nr 28 (przy ul. Bogumiła Wyszomirskiego), dwa cmentarze przy ul. Krapkowickiej.
Przez Wójtową Wieś przepływa ciek wodny Olszanka, wpadający do Kanału Ulgi.
Dojazd autobusami miejskimi linii 15 i 25. Przez dzielnicę przebiega ul. Krapkowicka, znajdująca się w ciągu drogi krajowej nr 45, a ul. Prószkowska – drogi wojewódzkiej 414.